# Лозовий Вадим Миколайович
Вадим Миколайович Лозовий (нар. 30 січня 1971, м. Київ) — український діяч, голова Хмельницької ОДА з 19 травня 2018 р. до 11 червня 2019 р.

## Життєпис
Народився 30 січня 1971 року в Києві, закінчив школу № 79. 2007 року закінчив Університет харчових технологій. Отримав диплом магістра з економіки та права. 
Трудову діяльність розпочав 1994 року товарознавцем. 2015 року став заступником гендиректора ТОВ «Епіцентр К». Під керівництвом Вадима було побудовано 9 торгових центрів мережі.
З травня 2018 до червня 2019 року очолював Хмельницьку обласну державну адміністрацію. Депутат обласної ради VII скликання.

## Сім’я
Дружина Олена, двоє доньок (Діана та Вероніка) 

## Трудова діяльність
- 2007 р. закінчив магістратуру Українського державного університету харчових технологій у м. Києві, спеціальність «Економіка та право».
- 1994–1998 рр. — товарознавець ЗАТ «Фірма Сантехніка».
- 1998–2004 рр. — директор ЗАТ «Фірма Сантехніка».
- 2004–2007 рр. — комерційний директор ТОВ «Цермет АГС».
- 2007 р. — комерційний директор ТОВ «Сенс К».
- 2007–2008 рр. — директор гіпермаркету № 4 ТОВ «Епіцентр К».
- 2008–2009 рр. — директор гіпермаркету № 5 ТОВ «Епіцентр К».
- 2009–2011 рр. — директор гіпермаркету № 6 ТОВ «Епіцентр К».
- 2011 р. — керівний директор ТОВ «Епіцентр К».
- 2011–2015 рр. — в.о. регіонального директора ТОВ «Епіцентр К».
- З листопада 2015 року — депутат Хмельницької обласної ради від партії «За конкретні справи».
- З 1 березня 2017 року — голова депутатської фракції партії «За конкретні справи» у Хмельницькій облраді.
- З 19 травня 2018 по 11 червня 2019 року — голова Хмельницької обласної державної адміністрації.
- 3 вересня 2018 року  відзвітував за свої перші сто днів на посаді. Пріоритети у роботі голови Хмельницької облдержадміністрації: боротьба з корупцією, ремонт доріг, доступна медицина, якісна освіта, відкритість влади та розвиток місцевого самоврядування.[3]

## Статті та посилання
Лозовий призначений головою Хмельницької ОДА [Архівовано 24 червня 2019 у Wayback Machine.]
Порошенко призначив головою Хмельницької ОДА соратника Гереги [Архівовано 24 червня 2019 у Wayback Machine.]
Голова Хмельницької ОДА Вадим Лозовий похвалився зробленим за рік [Архівовано 17 травня 2019 у Wayback Machine.]
Лозовий призначений головою Хмельницької ОДА
ЧИМ ХМЕЛЬНИЧЧИНА ЗДИВУВАЛА ПОРОШЕНКО [Архівовано 24 червня 2019 у Wayback Machine.]
Інвестиції та розвиток аграрного сектора вивели Хмельницьку область в регіональні лідери [Архівовано 24 червня 2019 у Wayback Machine.]
Новим головою Хмельницької ОДА призначено Вадима Лозового [Архівовано 24 червня 2019 у Wayback Machine.]
100 днів Лозового: конкретні «здобутки» очільника області [Архівовано 24 червня 2019 у Wayback Machine.]
Вадим Лозовий: Зробимо все, щоб зберегти теплі стосунки із Республікою Польща[недоступне посилання з вересня 2019]
Вадим Лозовий очолив Хмельницьку ОДА [Архівовано 24 червня 2019 у Wayback Machine.]
ВІДКРИТІ АМБУЛАТОРІЇ ЗАГАЛЬНОЇ ПРАКТИКИ СІМЕЙНОЇ МЕДИЦИНИ НА МАТЕРІАЛЬНО-ТЕХНІЧНОЇ БАЗІ КОРПОРАЦІЇ "СВАРОГ ВЕСТ ГРУП" [Архівовано 24 червня 2019 у Wayback Machine.]
Центр первинної медико-санітарної допомоги відкрили у Гуменецькій ОТГ [Архівовано 24 червня 2019 у Wayback Machine.]
Вадим Лозовий: “Аеропорту Хмельницький” – бути! [Архівовано 24 червня 2019 у Wayback Machine.]
Президент может быть спокоен: Хмельнитчина — под надежным контролем. [Архівовано 24 червня 2019 у Wayback Machine.]
Вадим Лозовий: Нова українська школа має на меті дати молодому поколінню справді якісну освіту [Архівовано 30 квітня 2019 у Wayback Machine.]
В. Лозовий: Потрібно докласти максимум зусиль, щоб завершити цей рік з позитивною динамікою [Архівовано 24 червня 2019 у Wayback Machine.]
Лозовий: Потрібно докласти максимум зусиль, щоб завершити цей рік з позитивною динамікою [Архівовано 24 червня 2019 у Wayback Machine.]
Лозовий пообіцяв особисто контролювати як ремонтуватимуть дорогу китайці.
ГЛЯНЦЕВИЙ ФОРУМ: ГУБЕРНАТОР ХМЕЛЬНИЧЧИНИ ЗІБРАВ ЦІЛУ ФІЛАРМОНІЮ НА СТОДЕННИЙ ЗВІТ [Архівовано 15 червня 2019 у Wayback Machine.]
«Як і обіцяли провели зустріч з представниками аграрного бізнесу», – В. Лозовий [Архівовано 24 червня 2019 у Wayback Machine.]
Відбулось відкриття хірургічного відділення після проведення реконструкції та капітального ремонту [Архівовано 27 лютого 2021 у Wayback Machine.]
Сто кілометрів доріг за сто днів... [Архівовано 24 червня 2019 у Wayback Machine.]
Продовжується проект культурної інтеграції «Український Донбас» [Архівовано 24 червня 2019 у Wayback Machine.]
ІНОЗЕМНІ ІНВЕСТОРИ СТВОРЯТЬ ДВІ ТИСЯЧІ РОБОЧИХ МІСЦЬ
Аеропорт, гроші і податки за вхід у кабінет – про що говорив голова ОДА на сесії Хмельницької міської ради [Архівовано 24 червня 2019 у Wayback Machine.]
Хмельницкая область поднялась на первые места по объему экспорта и инвестициям
Лозовий пообіцяв сприяти відновленню аеропорту [Архівовано 24 червня 2019 у Wayback Machine.]
Розбиратися з екопроблемами на Полонщину їздив губернатор [Архівовано 24 червня 2019 у Wayback Machine.]
АЭРОПОРТ ХМЕЛЬНИЦКИЙ ДЕЛАЕТ ПЕРВЫЕ ШАГИ К ВОССТАНОВЛЕНИЮ [Архівовано 24 червня 2019 у Wayback Machine.]
Реорганізація неминуча: хмельницькі депутати підтримали закриття дитячого психоневрологічного санаторію на Ярмолинеччині [Архівовано 24 червня 2019 у Wayback Machine.]
Питання екологічної ситуації на Полонщині під контролем Вадима Лозового [Архівовано 24 червня 2019 у Wayback Machine.]